# Rangecourt
Rangecourt település Franciaországban, Haute-Marne megyében. Lakosainak száma 62 fő (2022. január 1.). Rangecourt Is-en-Bassigny, Lavilleneuve, Val-de-Meuse, Ninville és Noyers községekkel határos.

## Népesség
A település népessége az elmúlt években az alábbi módon változott:
| Lakosok száma | 121  | 70   | 74   | 77   | 68   | 65   | 64   | 63   | 62   | 62   |
|               | 1968 | 1982 | 1990 | 2006 | 2013 | 2015 | 2017 | 2019 | 2020 | 2022 |